# Prowizorka Jazz Band
Prowizorka Jazz Band – zespół jazzu tradycyjnego, pierwotnie występujący pod nazwą Prowizorka Dżez Będ. Założony w 1981 przy gnieźnieńskim Jazz Club „Amok”. Pierwszy koncert zaplanowany na 13 grudnia 1981 – z powodu wprowadzenia stanu wojennego został odwołany, jednak datę tę przyjęto jako dzień powstania grupy.

## Historia
Członkami składu założycielskiego byli muzycy pochodzący z Gniezna: Zbigniew  Łuczak – kontrabas, śpiew, Jan Kalinowski – gitara, harmonijka ustna, grzebień oraz urodzony w Gnieźnie, a mieszkający w Koninie Tomasz Sacha – śpiew, kazoo, szklanka, gębofon –  lider grupy. Wkrótce do zespołu dołączyli trzemeszanin Zenon Gromadzki – fortepian, akordeon i Janusz Ratajczak – tara, oraz Jarosław Budziszak – perkusja, zastąpiony przez Piotra Sorokę później Marek Kociałkowski perkusja, tara. Na festiwalu Złota Tarka w 1982 zespół otrzymał nagrodę specjalną Polskich Nagrań w postaci sesji nagraniowej, a Tomasz Sacha został wyróżniony. W kolejnych latach zespół otrzymał: w 1983 wyróżnienie i T Sacha nagrodę  indywidualną, w 1984 zespołowi przypadła nagroda publiczności – w składzie wówczas byli: Tomasz Sacha-kazoo,voc, Jan Kalinowski-g, Zbigniew Łuczak-b, Wiesław Kuś-cl- Krzysztof Marszałek b-jo. W 1985 Prowizorka zdobyła nagrodę główną i nagrodę publiczności – po raz pierwszy w wieloletniej historii festiwalu OJM Złota Tarka.
Sukces ten dał zespołowi możliwość wyjazdu na konkurs jazzowy do Dunkierki (F) i na festiwal Jazz Dagen w Eindhoven (NL). Z końcem 1985 w holenderskiej wytwórni płytowej „Timeless Records” – Wim Wigt nagrali  pierwszy album pt. Moonlighting. Rozpoczęli koncerty w Wielkiej Brytanii, Francji, Niemczech, Belgii, Szwajcarii, Szwecji, Austrii, Luksemburgu, Portugalii, Holandii, Węgrzech, w ówczesnej Czechosłowacji, we Włoszech oraz na licznych festiwalach, m.in.: North Sea Jazz Festival w Hadze, Jazz Mecca w Maastricht, Internationales Dixie & Jazz Festival w Sargans, Jazzfest w Gronau (Leine), McEvans Festival  Edynburg, Dixiland Festival Drezno, Jazz Festival Rosenheim, Jazz Festival Tours – Włochy i wielu innych. Koncertowali w znanych teatrach, salach koncertowych i klubach jazzowych. Na koncercie live w Amsterdamie w 1987 powstała kolejna płyta As Good As Live – pierwszy kompaktowy album  w historii polskiego jazzu.
W 1988 zespół nagrał dla Polskich Nagrań w serii Polish Jazz płytę „Vital” (projekt okładki – Marek Karewicz) z gościnnym udziałem m.in. Andrzeja Jagodzińskiego-p, Tomasza Szukalskiego-ssax, Romana Syrka-tbn, Kazimierza Jonkisza instr.perkusyjne i Jerzego Galińskiego-cl. PJB nagrywała także dla Polskich Nagrań i Poljazzu, CD Sound, Timeless Records, Tisa LLc – Blue Tongue Music-USA.
W 1991 roku Prowizorka otworzyła festiwal Jazz Jamboree, a w latach 1996 i 1997 uznana została w ankiecie miesięcznika Jazz Forum Najlepszym Polskim Zespołem Jazzu Tradycyjnego. W 1997 Prowizorka była ambasadorem polskiego jazzu podczas tradycyjnego cyklu koncertów Europejskiej Unii Radiofonicznej – EBU nadawanych do radiowych rozgłośni w 17 krajach, koncert na żywo prowadził Andrzej Jaroszewski. Zespół w swojej karierze wspólnie koncertował ze światowymi sławami jazzu jak; Acker Bilk, Chris Barber, Papa Bue's Viking Jazzband, Louisiana Repertory Jazz Ensamble New Orlean.
W repertuarze grupy są utwory nie tylko dixielandowe, ale także swingowe, bebopowe (Ch. Parker, D. Gilespie, D. Ellington), a nawet tematy zaczerpnięte z muzyki klasycznej (F. Chopin, A. Dvořák, J.S. Bach) i rozrywkowej, grane w stylu charakterystycznym tylko dla Prowizorki Jazz Band. Zespół miał szereg występów w telewizjach państw Europy zachodniej oraz w TVP.
W różnym okresie w skład zespołu wchodzili także: Marek Kociałkowski – perkusja, tara,  Andrzej Jagodziński – p, Roman Syrek – tb, Tomasza Szukalski – ss, Andrzej Antolak – ss, Jerzy Galiński – cl, Leszek Szczerba – saksofon, Stanisław Piotrowski – kontrabas, Kazimierz Jonkisz – instr. perkusyjne, Jacek Korohoda – gitara, Maciej Strzelczyk – skrzypce, Ryszard Kwaśniewski – saksofon, Henryk Stefański – banjo,g, Piotr „Bocian” Cieślikowski – saksofon, Tomasz Kudyk – trąbka, Paweł Tartanus – bandjo, Lech Popławski – voc, viol, Leszek Nowotarski – ts, ss, Łukasz Sobczyk – dr, Janusz Witko – as, a od 1981 r. nieprzerwanie grali Tomasz Sacha – kazoo, scat, vocal i Jan Kalinowski – g

## Dyskografia
- Moonlightiing – (Timeless Rec.TTD 1986 NL.-vinyl)
- Makeshift Forever – (Poljazz PSJ 169, 1986 PL. W-wa-vinyl)
- Humoresque 1" – (TTD -1986.Timeless Rec. NL.-vinyl)
- As Good As Live (ZerOne CD 241/187, 1987 NL.)
- Humoresque 2" – (Timeless Rec.CD, 526/540, 1987 NL.)
- Vital – (Polskie Nagrania SX 2752, Polish Jazz vol. 75, 1990 PL. W-wa-vinyl)
- Prowizorka Jazz Band (- blue – Timeless Rec. CD TTD 558, 1991 NL.)
- Prowizorka Jazz Band No 4 (CDS Sound, 1992 PL)
- Crazy Rhythm (CDS Sound 1997 PL)
- Est Connection (Timeles Rec. CD 1997 r. NL.)
- New Live (Tisa LLC.- Blue Tongue Music USA.- 2007r CD, koncert-live z 28-02-2004 Radio PiK Bydgoszcz)
- To hear the music – Prowizorka JB, CD, marzec 2012 nagrano w studio Centrum – Kraków.
- Nagrania Prowizorki Jazz Band zostały również zarejestrowane na wydaniach płytowych różnych festiwali jazzowych m.in. (Hereford J.F, Old Jazz Meeting-Gold Washboard, Dixieland J.F.Harlem J.F.) oraz z niektórymi albumami wydanych drukiem.